# Austin Maxi
Austin Maxi – samochód osobowy klasy średniej produkowany przez brytyjską firmę Austin Motor Company w latach 1969-1981. Dostępny jako 5-drzwiowy hatchback. Następca modelu A60 Cambridge. Do napędu użyto silników R4 o pojemności 1,5 lub 1,7 litra. Moc przenoszona była na oś przednią poprzez 5-biegową manualną skrzynię biegów. Samochód został zastąpiony przez model Maestro.

## Dane techniczne (1.5)

### Silnik
- R4 1,5 l (1485 cm³), 2 zawory na cylinder, SOHC
- Układ zasilania: gaźnik
- Średnica cylindra × skok tłoka: 76,20 mm × 81,40 mm
- Stopień sprężania: 9,0:1
- Moc maksymalna: 75 KM (55,2 kW) przy 5500 obr./min
- Maksymalny moment obrotowy: 114 N•m przy 3500 obr./min

### Osiągi
- Przyspieszenie 0-80 km/h: 11,0 s
- Przyspieszenie 0-100 km/h: 16,2 s
- Czas przejazdu pierwszych 400 m: 20,6 s
- Prędkość maksymalna: 142 km/h

## Dane techniczne (1.7)

### Silnik
- R4 1,7 l (1748 cm³), 2 zawory na cylinder, SOHC
- Układ zasilania: gaźnik
- Średnica cylindra × skok tłoka: 76,20 mm × 95,80 mm
- Stopień sprężania: 8,75:1
- Moc maksymalna: 73 KM (53,7 kW) przy 4900 obr./min
- Maksymalny moment obrotowy: 132 N•m przy 2600 obr./min